# Rhopalomyia pavlovi
Rhopalomyia pavlovi är en tvåvingeart som beskrevs av Fedotova 1999. Rhopalomyia pavlovi ingår i släktet Rhopalomyia och familjen gallmyggor. Inga underarter finns listade i Catalogue of Life.